# دیوید لاج
دیوید جان لاج (انگلیسی: David Lodge؛ ۲۸ ژانویهٔ ۱۹۳۵ – ۳ ژانویهٔ ۲۰۲۵) یک نویسنده، و منتقد ادبی اهل بریتانیا بود. وی استاد ادبیات انگلیسی در دانشگاه بیرمنگام بود. لاج از جمله مشهورترین تفسیرکنندگان نظریه رومن یاکوبسن دربارهٔ کاربرد مباحث مربوط به زبان‌پریشی در بررسی سبک‌های ادبی بود. او علاوه بر نوشتن رمان، در زمینه نقد ادبی نیز آثار مطرح و شناخته‌شده‌ای داشت. وی هم‌چنین نویسنده چندین نمایشنامه و برنامه تلویزیونی بوده که می‌توان به بچه‌های راه‌آهن، بازگشت پلنگ صورتی، تعمیرکار، جنایت‌هایی به ترتیب الفبا اشاره کرد.
لاج نامزد دریافت جایزه ادبی من بوکر بوده و همچنین برندهٔ جوایزی همچون جایزه هاثورندن شده‌است.
از وی کتاب هنر داستان‌نویسی به فارسی ترجمه و منتشر شده است.